# Balș (Olt)
Balş è una città della Romania di 21 545 abitanti, ubicata nel distretto di Olt, nella regione storica dell'Oltenia. Fanno parte dell'area amministrativa anche le località di Corbeni, Româna e Teiş.
Si fanno tre diverse ipotesi sull'origine del toponimo:
- Una afferma che la città prenderebbe il nome da un vicino piccolo corso d'acqua chiamato Balşiţa.
- Un'altra ipotesi fa risalire il toponimo alla parola turca Baliş (miele), vista la presenza nella zona di una diffusa attività di apicultura.
- Un'altra teoria fa risalire l'origine del nome ad un boiardi di nome Balş, vissuto nella zona attorno al V-VI secolo.[senza fonte]

La fondazione della città viene solitamente stimata attorno al 1450, mentre il primo documento che cita Balş risale al 1564: si tratta di un atto in cui il dominio della città viene concesso ad un boiardo di nome Oprea; più tardi Mihai Viteazul l'avrebbe concessa ad un suo fedelissimo. Fin dal Medioevo Balş fu un importante mercato di scambio delle merci, stante la sua posizione a relativamente breve distanza da Slatina e Craiova.